# Cumbre Energética Suramericana
La Cumbre Energética Suramericana fue la reunión de los presidentes de los doce países sudamericanos abocada a tratar temas sobre producción y distribución de la energía en el continente.
Su primera reunión se realizó entre el 16 y el 17 de abril de 2007 en la isla de Margarita (Venezuela). Se suscribió la Declaración de Margarita que señala: Fomentar la integración energética, impulsar el desarrollo de infraestructura energética como parte de este proceso de integración, el desarrollo de fuentes renovables de energía y potenciar los biocombustibles, desarrollar programas y actividades de cooperación en materias de ahorro y uso eficiente de energía, promover la cooperación de las empresas petroleras y de los esfuerzos de PETROSUR, PETROANDINA, PETROAMERICA, Petrolera del Cono Sur entre otras, cooperación científica y tecnológica y la creación del Consejo Energético de Sudamérica.
Asimismo, los jefes de Estado de los 12 países deciden constituir la Unión de Naciones Suramericanas (UNASUR), que reemplazaría a la Comunidad Sudamericana de Naciones (CSN).